# 尚忠王
尚忠（琉球語：／  ?；1391年—1444年）是琉球國第一尚氏王朝第三代国王。1439年至1444年在位。
尚忠是尚巴志王的次男。在尚巴志王滅今歸仁城的攀安知，合併北山王的領土後，尚忠被任命為初代北山監守。1439年尚巴志王死後，由尚忠即位。尚忠在位期間，曾派遣使者帶馬、貢物向明朝朝貢；還派遣使者到爪哇，購買胡椒、蘇木，大力發展南方貿易。正统七年（1442年），尚忠遣長史梁求保等人向明朝請求冊封。明英宗派給事中余汴，行人劉逊為正副冊封使，前往琉球國，冊封尚忠為王。尚忠王在位僅5年，於54歲時薨逝。

## 家族
- 父 尚巴志
- 母 不詳
- 兄弟
  - 尚金福（巴志第六子）
  - 尚布里
  - 尚泰久

- 妃 不詳
- 子 尚思達